# جون سيمز
جون سيمز (بالإنجليزية: John Sims)‏ (14 أغسطس 1952 - ) هو مدرب كرة قدم ولاعب كرة قدم بريطاني في مركز الهجوم. لعب مع كولتشستر يونايتد ونادي لوتون تاون.

## وصلات خارجية
- جون سيمز على موقع قاعدة بيانات كرة القدم.إي يو (الإنجليزية)